# .rw
.rw је највиши Интернет домен државних кодова (ccTLD) за Руанду.